# Brendan Fletcher
Brendan Fletcher, född 15 december 1981 i Comox Valley, British Columbia, är en kanadensisk skådespelare.
Fletcher har bland annat medverkat i TV-serie Billy the Kid från 2022. Han har även medverkat i filmerna Tideland från 2005 och Rampage: Capital Punishment från 2014.

## Filmografi (i urval)
- 1997 – Air Bud – vilken lirare!
- 2000–2001 – Caitlins val (TV-serie)
- 2003 – Freddy vs. Jason
- 2004 – Ginger Snaps 2: Unleashed
- 2005 – Tideland
- 2009 – Rampage
- 2010 – The Pacific (TV-serie)
- 2014 – Rampage: Capital Punishment
- 2015 – The Revenant
- 2022 – Billy the Kid (TV-serie)
- 2022 – Violent Night
- 2025 – Normal